# In My Life (альбом Джорджа Мартина)
In My Life — альбом 1998 года, составленный и спродюсированный Джорджем Мартином. Пластинка практически полностью состоит из кавер-версий песен The Beatles, продюсером которых был Мартин, а также одной оригинальной композиции.
В записи альбома приняли участие такие музыканты, как Селин Дион, Фил Коллинз и Бобби Макферрин, а также актёры Робин Уильямс, Шон Коннери, Билли Коннолли, Голди Хоун и Джим Керри.
Кавер-версия песни «A Day in the Life», записанная Джеффом Беком, была номинирована на премию «Грэмми» в категории «Лучшее инструментальное поп-исполнение».

## Отзывы критиков
| Оценки критиков | Оценки критиков |
| Источник        | Оценка          |
| --------------- | --------------- |
| Allmusic        | [ 2 ]           |
| PopMatters      | [ 3 ]           |

По мнению Каба Коды из Allmusic, «Результат соответствовал истинным оркестровым традициям Мартина, с несколькими интересными [музыкальными] ходами». В свою очередь, Сара Зупко из PopMatters сетовала, что Мартин «предпочёл уйти на щите, а не со щитом», подытожив: «Мне действительно стоит вам объяснять, что [голливудские актёры] Голди Хоун, имитирующая вокалистку в „A Hard Day’s Night“, или Шон Коннери, буквально читающий с листа „In My Life“, — это жалкое зрелище?».

## Список композиций
Все песни написаны Джоном Ленноном и Полом Маккартни, за исключением отмеченных.
1. «Come Together» — 4:37
  - В исполнении Робина Уильямса и Бобби Макферрина
2. «A Hard Day’s Night» — 3:24
  - В исполнении Голди Хоун (также сыграла на клавишных)
3. «A Day in the Life» — 4:44
  - Инструментальная версия, исполненная гитаристом Джеффом Беком
4. «Here, There and Everywhere» — 3:18
  - В исполнении Селин Дион
5. «Because» — 3:18
  - При участии скрипачки Ванессы Мэй
6. «I Am the Walrus» — 4:31
  - В исполнении Джима Керри
7. «Here Comes the Sun» (Джордж Харрсон) — 3:30
  - При участии гитариста Джона Уильямса
8. «Being for the Benefit of Mr. Kite!» — 2:58
  - В исполнении Билли Коннолли
9. «The Pepperland Suite» (Джордж Мартин) — 6:19
  - Новое попурри из музыки, изначально звучавшей в саундтреке мультфильма «Жёлтая подводная лодка», а также на одноимённом альбоме
10. «Golden Slumbers»/«Carry That Weight»/«The End» — 5:38
  - В исполнении Фила Коллинза (также сыграл на ударных инструментах)
11. «Friends and Lovers» (Джордж Мартин) — 2:24
12. «In My Life» — 2:29
  - В исполнении Шона Коннери (художественная декламация)
13. «Ticket to Ride» — 3:56
  - В исполнении группы Meninas Cantoras de Petrópolis[англ.] (включена в релиз изданный на территории Южной Африки)
14. «Blackbird» — 2:59
  - В исполнении Бонни Пинк[англ.] (включена в релиз изданный на территории Японии)

## Чарты
| Чарт (1998)                       | Высшая позиция |
| --------------------------------- | -------------- |
| Австралия (ARIA)                  | 7              |
| Нидерланды (Album Top 100)        | 73             |
| Новая Зеландия (RMNZ)             | 3              |
| Шотландия (Scottish Albums Chart) | 16             |
| Великобритания (UK Albums Chart)  | 5              |

| Чарт (1998)              | Позиция |
| ------------------------ | ------- |
| Australian Albums (ARIA) | 93      |
| UK Albums (OCC)          | 94      |